# Microsoft Spider Solitaire
Spider Solitaire, também conhecido como Microsoft Spider Solitaire  (Spider na caixa Sobre em algumas versões), é um jogo de cartas de paciência incluído no Microsoft Windows .  É uma versão do Spider. Em 2005, foi o jogo mais jogado em computadores pessoais com sistema operacional Windows, superando o Windows Solitaire baseado na versão Klondike, mais curto e menos desafiador. 
O jogo foi incluído pela inicialmente integrando o Microsoft Plus do Windows 98 ! pacote  e desde então foi incluído na maioria das versões subseqüentes do Windows. O Spider Solitaire não foi incluído no Windows 2000,  mas foi adicionado ao Windows ME  e posteriormente no Windows XP ;  sendo que o jogo ganhou popularidade após sua inclusão no último.  O Windows Vista apresentou uma nova versão,  que permaneceu inalterada no Windows 7 .  Finalmente, o Windows 8 tem uma versão atualizada que está disponível na Windows Store como parte do pacote Microsoft Solitaire Collection, mas que não é fornecida com o sistema operacional.  O Windows 10 tem o aplicativo Microsoft Solitaire Collection atualizado e disponibilizado com o sistema operacional. 

## Modo de Jogar
O jogo é jogado com dois baralhos de cartas para um total de 104 cartas. Cinquenta e quatro das cartas são dispostas horizontalmente em dez colunas, com apenas a carta superior à mostra. As demais cinquenta cartas são colocadas no canto inferior direito em cinco pilhas de dez, sem cartas aparentes. 
Nas colunas horizontais, uma carta pode ser movida para qualquer outro carta na coluna, desde que esteja em sequência numérica descendente. Por exemplo, um seis de copas pode ser movido para um sete de qualquer naipe. No entanto, uma sequência de cartas só pode ser movida se forem todas do mesmo naipe em ordem decrescente numérica. Assim, um seis e sete de copas podem ser movidos para oito de qualquer naipe, mas seis de copas e sete de paus não podem ser movidos juntos. Mover a carta superior em uma coluna permite que a carta oculta seja exibida. Esta carta então entra no jogo. Outras cartas podem ser colocadas sobre ela e podem ser movidas para outras cartas em uma sequência ou para uma coluna vazia. 
O objetivo do jogo é abrir todas as cartas escondidas e mover as cartas de uma coluna para outra para colocar as cartas em ordem sequencial de Rei para Ás, usando o menor número de jogadas. Cada sequência final deve ser tudo do mesmo naipe. Uma vez que uma sequência completa é alcançada, as cartas são removidas da mesa e 100 pontos são adicionados à pontuação. Uma vez que um jogador tenha feito todos os movimentos possíveis com as cartas disponíveis, o jogador compra uma nova linha de cartas de uma das pilhas de dez no canto inferior direito clicando nos cartões. Cada uma das dez cartas deste sorteio fica virada para cima em cada uma das dez colunas horizontais e o jogador passa a colocá-las de tal forma a criar uma sequência de cartas de uma só vez. 

## Características
Existem três níveis de dificuldade em Spider Solitaire: Iniciante (um naipe), Intermédio (dois naipes) e Avançado (quatro naipes). 
Spider Solitaire tem um recurso de "desfazer" que permite que os movimentos sejam desfeitos. Qualquer número de movimentos pode ser desfeito, de volta até a ultima distribuição de cartas, mas cada "desfazer" subtrai um ponto do escore. 
Para ajudar o jogador, a tecla H (M em versões anteriores) mostrará movimentos possíveis. O jogador não deve, no entanto, se tornar excessivamente dependente da chave H porque indicará apenas os movimentos mais óbvios e não os movimentos sutis necessários para ganhar o jogo. O jogador também pode desfazer movimentos anteriores e tentar novamente. O Windows controla as pontuações da referência do jogador; Estes podem ser visualizados indo ao Jogo e depois Estatística. No Windows 7, essas pontuações aparecem no Explorador de Jogos clicando no jogo e selecionando a guia Estatísticas no Painel de Visualização. Existem duas medidas de desempenho no Spider Solitaire: quantidade de jogos ganhos e maior pontuação. Em certo sentido, essas duas medidas são inversamente relacionadas: maximizar os jogos ganhos pode resultar em pontuações mais baixas por jogo e vice-versa. 
A pontuação final em um jogo Spider Solitaire é calculada da forma a seguir. A pontuação inicial é de 500 pontos e cada jogada subtrai um ponto do totel. Usar o recurso "desfazer" também subtrai um ponto da pontuação. Toda vez que o jogador é capaz de colocar uma sequência inteira de cartas do mesmo naipe em ordem (de reis até ás), 100 pontos são adicionados à pontuação. Há um total de oito sequências desse tipo no jogo, obtendo-se um número máximo possível de 800. Portanto, em um jogo vencedor, a pontuação total é de 800 mais 500 menos o número de movimentos e "desfazer" s. 